# Брукс, Холли
Холли Брукс (англ. Holly Brooks, род. 17 апреля 1982 года в Сиэтле, США) - американская лыжница, участница Олимпийских игр в Ванкувере.
В Кубке мира Брукс дебютировала в феврале 2010 года, тогда же впервые попала в тридцатку лучших на этапе Кубка мира. Всего на сегодняшний момент имеет 2 попадания в тридцатку лучших на этапах Кубка мира, обе в личных соревнованиях. Лучшим достижением Брукс в общем итоговом зачёте Кубка мира является 107-е место в сезоне 2009-10. 
На Олимпиаде-2010 в Ванкувере, показала следующие результаты: 10 км коньком - 41-е место, спринт - 38-е место, дуатлон 7,5+7,5 км - 55-е место, эстафета - 11-е место, масс-старт 30 км - 35-е место.
За свою карьеру принимала участие в одном чемпионате мира, на чемпионате-2011 стартовала в четырёх дисциплинах, лучший результат - 9-е место в эстафете, а в личных гонках 25-е места в дуатлоне 7,5+7,5 км и масс-старте на 30 км.
Использует лыжи и ботинки производства фирмы Salomon.